# Verkehrspolizeidienst Litauens

Sitz

Der Verkehrspolizeidienst Litauens (lit. Lietuvos kelių policijos tarnyba) ist eine spezialisierte Polizei-Organisation der Polizei Litauens. Der Gründer ist litauischer Generalpolizeikommissar, Leiter von Polizeidepartement am Innenministerium Litauens. Der Verkehrspolizeidienst vertritt die Staatspolizei bei den Verkehrssicherheitssystemstellen. Die Institution wurde 1999 errichtet. Davor gab es Valstybinės automobilių inspekcijos valdyba.

## Aufgaben
- Verkehrssicherheitsstrategiebildung und Überwachung der Umsetzung der Strategie, Koordination der Kontrolle;
- Bestimmung der Maßnahmen  zur Verbesserung der Verkehrssicherheit;
- Prävention von Verkehrsunfällen und Verkehrsdelikten;
- Prävention Verkehrskontrolle und Durchsetzung der öffentlichen Ordnung auf den Straßen;
- Begleitung und Eskorte der Staatsleitung und der offiziellen Delegationen;
- Prävention von Straftaten
- Planung und Ausführung der Sonderpolizeiaktionen  im gesamten Gebiet der Republik Litauen;
- Organisation und Durchführung der Korruptionsprävention